# セルゲイ・ワシレンコ
セルゲイ・ニキフォロヴィチ・ワシレンコ（Серге́й Ники́форович Василе́нко, *1872年3月30日 モスクワ - 1956年3月11日 同地）は、ロシアの音楽教師、作曲家、指揮者。帝政末期からソ連揺籃期に活躍した。

## 生涯
1888年に初めて音楽教育を受け、それからの数年間は、余暇でとくにアレクサンドル・グレチャニノフの個人指導を受けた。1891年にモスクワ大学で法理学を専攻し、1896年に修了する。1895年からピアノと作曲をモスクワ音楽院に学ぶ。とりわけセルゲイ・タネーエフの薫陶を受けた。1901年に金メダルを得て音楽院を卒業し、1903年から1905年までマモントフ歌劇場の指揮者に就任する。1906年よりモスクワ音楽院の作曲ならびに管弦楽法の講師に任命され、早くも翌年には教授に昇格。第二次世界大戦中の短期間の中断を除いて、亡くなるまで音楽院に勤続した。1907年から1917年まで、ロシア音楽協会の「歴史的演奏会」をモスクワで主宰し指揮した。
ロシア革命の後ではソ連全土を頻繁に巡って、多様な民族音楽に通じようとした。それと同時に、数多くの演奏活動もこなしており、そのうえ数々の公務にも就いていた。受けた栄誉も数多く、1939年にロシア連邦共和国人民芸術家およびウズベク人民芸術家に推挙され、さらに1947年には、芸術学博士号を授与されるとともに、「歌劇《ミランドリーナ》による管弦楽組曲」に対してスターリン賞が贈られた。

## 作曲様式
ワシレンコの作品は、2つの時期に分けることが出来る。第1期でワシレンコは、同時代の潮流に強く影響され、象徴主義や印象主義の影響に浴していた。しかし、1920年代を下るにつれて、ワシレンコはその方向から背を向けて、それからというもの、様々な国々の民族音楽にとりわけ関心を寄せた。ロシアやウクライナの民謡に加えて、ウズベクやトルクメン、極東の民謡にさえのめり込み、そのためにワシレンコのその時期の作品には、ある種の異国趣味が入り込んでいるのが認められる。ワシレンコの楽曲は、19世紀ロシアの芸術音楽の伝統に深く根差しているが、それでもことに和声法に関する限り、はっきりと国民楽派の伝統とは異なっている。それでも（ワシレンコの和声法は）「拡張された調性」の枠内でうつろい、調性破壊に踏み越えることはない。
ワシレンコは指揮者として活動したために、作品は管弦楽曲が多い。管弦楽作品はいずれも、音色のこの上ない豊かさや、管弦楽法の巧みさが特徴的である。ワシレンコは民族楽器にも興味を持っていた。つまるところワシレンコは、当時のロシア音楽の発展における典型的な代表者なのであった。ワシレンコの創作は、世紀末の帝政ロシアの流行から、ソ連政府によって公式化された社会主義リアリズムの美学に向かって広がりを見せている。

## 主要作品一覧
- 交響曲
  - 交響曲 第1番 ト短調 作品10 （1904年 - 06年）
  - 交響曲 第2番 ヘ長調 作品22 （1913年）
  - 交響曲 第3番「イタリア」イ長調 作品81（バラライカ・オーケストラとドムラ、吹奏楽のための） （1934年）
  - 交響曲 第4番「北極」ニ短調 作品82 （1934年）
  - 交響曲 第5番 ホ短調 作品123 （1947年）
- 協奏的作品
  - ヴァイオリン協奏曲 ニ短調 作品25 （1913年）
  - バラライカ協奏曲 ハ長調 作品63 （1929）
  - チェロ協奏曲 イ長調 作品112 （1944年/45年）
  - トランペット協奏曲「協奏的詩曲」ハ短調 作品113 （1945年）
  - ハープ協奏曲 ヘ長調 作品126 （1949年)
  - ピアノ協奏曲 嬰ヘ短調 作品128 （1949年）
  - クラリネット協奏曲 変ロ短調 作品135 （1953年）
  - ホルン協奏曲 変ロ長調 作品136 （1953年)
  - フルート独奏と管弦楽のための組曲『春に』 作品138 （1954年）
- 管弦楽曲
  - 3つの流血の戦い 作品1 （1900年）
  - 叙情詩 作品4 （1903年）
  - 交響詩『死の庭』 作品12 （1908年）
  - 交響詩『サッフォー』 作品14 （1909年）
  - 魔女の飛翔 作品15 （1909年）
  - インド組曲（バレエ《ノヤ》による） 作品42bis （1927年）
  - 中国組曲 第1番 作品60 （1928年）
  - 中国組曲 第2番 作品70 （1931年）
  - 組曲「ソビエト東方」 作品75 （1932年）
  - 赤軍狂詩曲　作品77 （1932年）
  - ウズベク組曲 作品104  （1942年）
  - ウクライナ組曲 作品121  （1945年）
- バレエ
  - ノヤ 作品42 (1923年）
  - 美男ヨシフ 作品50  （1925年）
  - ジプシー 作品90（1936年）
  - アク・ビリャク 作品103（1942年）
- 歌劇
  - 大いなる都市キーテジと静かなる湖スヴョトヤル 作品5 （1908年）
  - 太陽の子 （1929年）
  - コロンブス 作品80 （1933年）
  - 吹雪 作品98（1939年）ウズベキスタンの作曲家ムハタール・アシュラフィと共作
  - 大運河 作品101（1941年）同上
  - スヴォーロフ 作品102（1941年）
  - ミランドリーナ （1946年）
- 声楽曲
  - ロシア革命20周年記念のカンタータ 作品92 （1937年）
  - 歌曲（多数）
- 室内楽曲
  - 弦楽四重奏曲 第1番 イ長調 作品3 （1901年）
  - ヴィオラ・ソナタ ニ短調 作品46 （1923年）
  - 弦楽四重奏曲 第2番 ホ短調 作品58 （1927年）
  - トルクメンの主題による五重奏曲（フルート、オーボエ、クラリネット、ファゴットと打楽器のための） 作品65 （1930年)
  - ピアノ三重奏曲 変イ長調 作品74 （1932年）
  - 日本組曲 作品66a （1938年）